# بارك تشان-يونغ
بارك تشان-يونغ (هانغل: 박찬영) هو لاعب كرة قدم كوري جنوبي في مركز الوسط، ولد في 7 نوفمبر 1986 في كوريا الجنوبية. لعب مع Deltras F.C. ‏.

## وصلات خارجية
- بارك تشان-يونغ على موقع Soccerway.com (الإنجليزية)